# 内蒙古电影制片厂
內蒙古電影制片廠，简称内影厂，是中华人民共和国内蒙古呼和浩特的一个电影制片厂，制作故事片、新聞紀錄片和蒙古語譯制片，创立于1958年8月10日，是最早、生产规模最大的民族电影制片厂之一。

## 历史
內蒙古電影制片廠成立于1958年8月10日，1962年改名內蒙古電影譯制片廠，1979年恢复原名。
1959年，它與長春電影制片廠合拍了它的第一部故事片《草原晨曲》。1979年後开始拍摄彩色电影，包括《彩虹》、《阿麗瑪》 、《母親湖》、《重歸錫尼河》、《綠野晨星》等。《母親湖》是该厂第一部独立制作的影片。此外，它也曾将《舞台生涯》等外国作品翻译成蒙古语。
1995年，其译制片室分离出去形成内蒙古民族语译制中心。2009年12月10日，经内蒙古自治区人民政府批准（内政发【2009】90号），它改组为内蒙古电影集团，但仍保留内蒙古电影制片厂的牌子。2010年9月，又更名为内蒙古电影制片厂有限责任公司。